# BH Crucis
BH Crucis, även känd som Welch’s Red Variable, är en ensam stjärna belägen i norra delen av stjärnbilden Södra korset. Den har en högsta skenbar magnitud av ca 6,55 och kräver åtminstone en handkikare för att kunna observeras. Baserat på parallax enligt Gaia Data Release 2 på ca 0,995 mas beräknas den befinna sig på ett avstånd av ca 3 300 ljusår (ca 1 000 parsec) från solen. Den rör sig bort från solen med en heliocentrisk radialhastighet av ca 5 km/s.

## Observation
Ronald G. Welch upptäckte stjärnan när han 1969 letade efter nya variabler. Under de första trettio åren sedan upptäckten har den blivit rödare och ljusare (medelmagnitud ändras från 8,047 till 7,762) och dess variationsperiod förlängdes med 25 procent från 421 till 530 dygn. Retrospektiv undersökning av fotografiska plåtar tagna i Sydvästafrika 1937 och 1951 och lagrade vid Sonneberg Observatory tyder på att variationens amplitud kan ha varit mindre i de tidigaste uppgifterna. En studie av stjärnan publicerad 2011 fann att ökningen av perioden verkade ha upphört eller till och med börjat vända (uppskattad till 524 dygn 2011), och att spektralklassen hade ändrats från SC till C, med koldioxidemission som blev mer framträdande. Teknetium registrerades också i emissionsspektrumet och dess yttemperatur ansågs ha svalnat till 3 000 K. Som ovanligt för en Miravariabel har BH Crucis ett dubbelt maximum, med två toppar i ljusstyrka, som påminner om en RV Tauri-variabel, men med förlängningen av dess period försvann denna funktion.

## Egenskaper

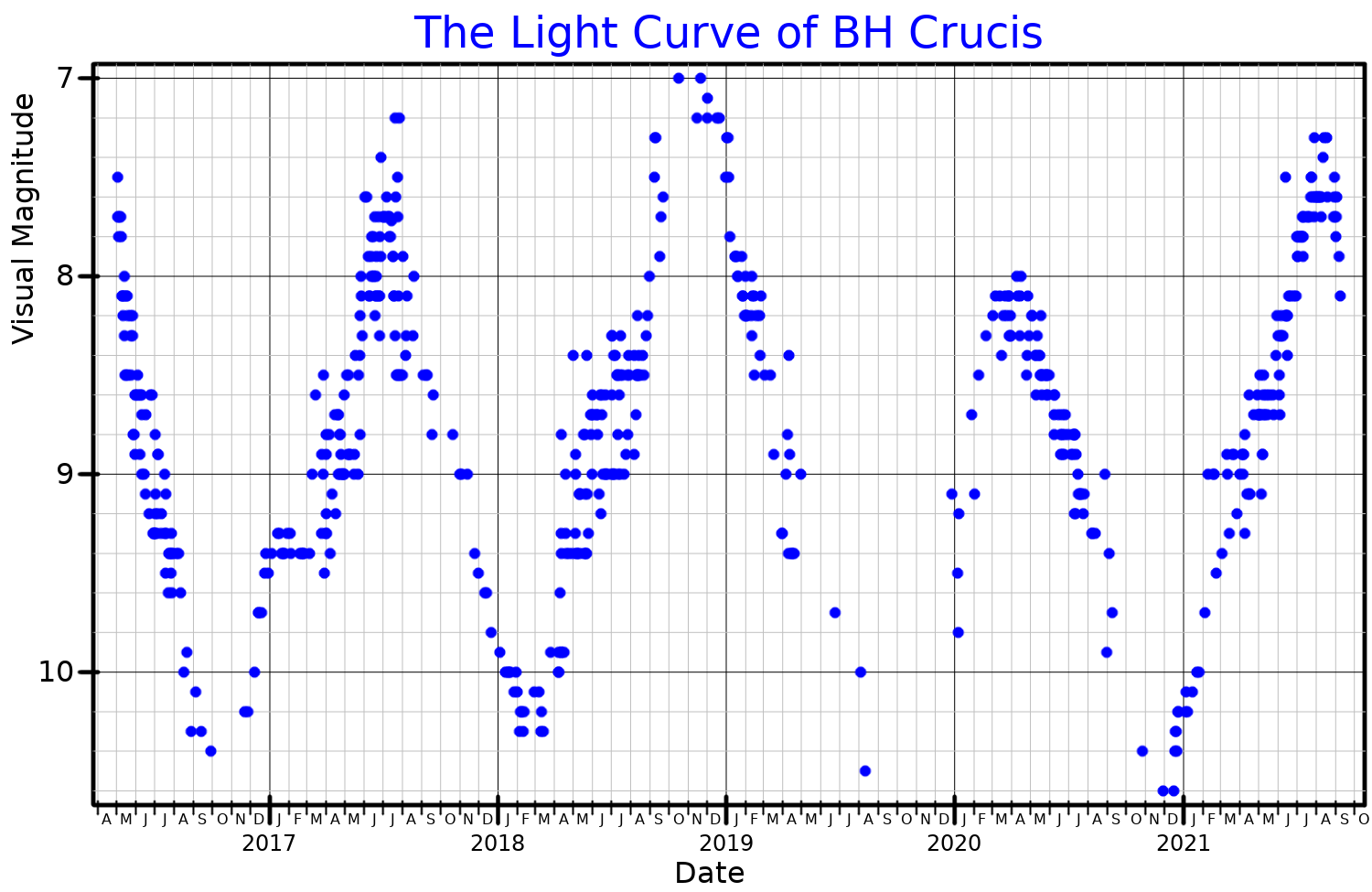
ljuskurva i visuella bandet för BH Crucis, plottad från AAVSO-data

BH Crucis är en röd superjättestjärna av spektralklass från SC4.5/8-e till SC7/8-e. men verkar ha utvecklats till ett spektrum av C-typ (kolstjärna) 2011. Den har en massa av ca 2,6 solmassor, en radie av ca 216 solradier och utsänder energi från dess fotosfär motsvarande ca 13 700 gånger solen vid en effektiv temperatur av ca 3 000 K.